# Dimitrios Müller
Dimitrios Müller (griechisch Δημήτριος Μύλλερ; Lebensdaten unbekannt) war ein griechischer Dreispringer.
Bei den Olympischen Zwischenspielen 1906 in Athen kam er mit seiner persönlichen Bestleistung von 13,125 m auf den fünften und bei den Olympischen Spielen 1908 in London auf den 15. Platz.